# Janny Wurts
Janny Wurts (Bryn Mawr, 10 dicembre 1953) è un'illustratrice e scrittrice statunitense.
È autrice di numerose serie, inclusa la collana The Wars of Light and Shadow, il ciclo della Trilogia del Fuoco, numerosi romanzi singoli, e la celebre Trilogia Empire, di cui è coautrice insieme a Raymond E. Feist. È anche autrice delle illustrazioni delle proprie opere.
Janni Wurtz ha sposato il celebre illustratore Don Maitz, con il quale vive in Florida.

## Opere

### Trilogia del Fuoco
- Stormwarden (1984)
- Keeper of the Keys (1988)
- Shadowfane (1988)
  - The Cycle of Fire (1999) (raccolta dei tre libri in un unico volume)

### Trilogia Empire
- Daughter of the Empire (1987) con Raymond E. Feist
- Servant of the Empire (1990) con Raymond E. Feist
- Mistress of the Empire (1992) con Raymond E. Feist

### The Wars of Light and Shadow
- Arc I
  - Curse of the Mistwraith (1993)
- Arc II
  - Ships of Merior (1994)
  - Warhost of Vastmark (1995)
- Arc III: Alliance of Light
  - Fugitive Prince (1997)
  - Grand Conspiracy (1999)
  - Peril's Gate (2001)
  - Traitor's Knot (2004)
  - Stormed Fortress (2007)
- Arc IV: Sword of the Canon
  - Initiate's Trial (2011)
  - Destiny's Conflict (TBA)
- Arc V: Song of the Mysteries
  - Song of the Mysteries (TBA)

### Romanzi singoli
- Sorcerer's Legacy (1982)
- Master of Whitestorm (1992)
- To Ride Hell's Chasm (2002)

### Collezioni
- That Way Lies Camelot (1994)